# Lafayette (paquebot de 1930)
Pour les articles homonymes, voir Lafayette.
Le Lafayette est un paquebot de la Compagnie générale transatlantique, mis en service le 17 mai 1930 sur la ligne Le Havre-New York. Il est le premier paquebot transatlantique français à propulsion diesel, et le troisième plus grand navire diesel au monde lors de sa mise en service. Victime d'un incendie le 4 mai 1938 pendant un carénage au Havre, il est détruit à Rotterdam en 1939. 
Il est le troisième paquebot à porter ce nom au sein de la compagnie, le  premier Lafayette ayant servi de 1864 à 1903 et le second Lafayette de 1915 à 1928.

## Contexte
À la fin des années 1920, la Compagnie générale transatlantique est prospère. Ses paquebots qui depuis longtemps font la part belle aux classes cabine et touriste s'avèrent plus adaptés que leurs concurrents à la nouvelle donne du trafic passagers sur l'Atlantique Nord alors que le nombre de migrants en direction des États-Unis d'Amérique du Nord est en chute libre. Le paquebot Île-de-France, navire amiral de la compagnie, entré en service en 1927 remporte en particulier un très grand succès dû au luxe et à la modernité de ses installations ; il est en effet le premier transatlantique entièrement décoré dans le style Art déco. Mais dans le même temps certaines unités de la flotte deviennent obsolètes. C'est le cas notamment de l'ancien navire amiral de la Compagnie générale transatlantique, le France, l'unique quatre cheminées français, entré en service en 1912 une semaine après le naufrage du Titanic ; ou encore du Rochambeau, paquebot à classe unique inauguré en 1911. C'est donc notamment pour pourvoir à leur remplacement sur la ligne de New York que sont mis en chantier les paquebots Lafayette et Champlain.

## Un paquebot novateur
Le Lafayette est lancé le 9 mai 1929 et est mis en service sur la ligne Le Havre—New York un an plus tard, le 17 mai 1930. Bien que de taille assez modeste, le nouveau venu est par bien des côtés révolutionnaire. D'aspect tout d'abord. En effet, si le dessin général de sa coque reste fidèle aux modèles développés depuis les années 1900, on ne peut en dire autant des superstructures.
Sa cheminée retient immédiatement l'attention, basse et trapue, d'un diamètre très supérieur à celui attendu pour un navire de cette taille, elle s'affranchit pour la première fois de ses haubans, une formule qui préfigure celle retenue pour les cheminées de Normandie cinq ans plus tard. Idem pour sa mâture. Pour la première fois le mât arrière disparaît et le mât avant, équipé d'un puissant projecteur au-dessus du nid de pie, est installé sur le toit de la passerelle de navigation, dégageant la vue de celle-ci. Le pont promenade couvert est entièrement occulté par des vitrages ce qui protège les passagers du vent et des embruns. Les bossoirs sont du même type que ceux qui équipent déjà l′Île-de-France et renforcent cette impression immédiate de modernité.
En outre, plus discrète est la révolution qui s'opère dans son compartiment machines. Son appareil propulsif d'une puissance de 18 500 chevaux est en effet constitué de 4 moteurs diesel M.A.N. et non de turbines à vapeur. Deux de ces moteurs ont été fabriqués sur place aux Chantiers de Penhoët tandis que les deux autres étaient fabriqués à Augsbourg. Il est, au moment de son entrée en service, le plus grand navire français équipé d'une telle motorisation, le 3e au monde et le premier à être affecté sur la ligne de New York.
La sécurité à bord est renforcée : outre un double fond destiné à protéger le navire en cas d'échouage et les dix cloisons étanches qui divisent la coque en onze compartiments et montent jusqu'au pont B à l'arrière et à l'avant, jusqu'au pont C dans la partie centrale, l'espace des machines est confiné par une double coque et un pont étanche. Cette disposition permet de limiter la propagation de l'eau dans le navire en cas d'avarie grave ; l'idée sera reprise pour Normandie dont l'ensemble de la coque sera doublée d'une seconde épaisseur d'acier, protégeant le navire des voies d'eau en cas d'abordage ou de collision.
La lutte contre l'incendie a été tout particulièrement étudiée et le navire est doté des meilleurs systèmes de l'époque. De puissantes pompes d'eau de mer alimentant robinets et lances dans tout le bâtiment permettent une lutte efficace contre un important sinistre, tandis que des extincteurs portatifs sont répartis en nombre dans l'ensemble du navire. En outre, plusieurs dizaines d'avertisseurs sont installés, reliés à la passerelle et à la salle des machines. Lingeries et séchoirs sont munis d'avertisseurs automatiques par thermomètre afin de prévenir toute élévation suspecte de la température dans ces endroits sensibles. Ces mêmes systèmes seront encore étendus et améliorés à bord de Normandie. Ironie du sort, le Lafayette et le Normandie (lui-même alors rebaptisé USS Lafayette) seront détruits par le feu alors que leurs systèmes de lutte anti-incendie étaient momentanément inopérants.
Enfin, 26 chaloupes équipées de T.S.F., d'une capacité totale de 2 014 personnes, très supérieure au nombre total de passagers et hommes d'équipage, garnissent le pont des embarcations du Lafayette. Leur mise à l'eau s'effectue grâce à des bossoirs par gravité de même type que ceux de l′Île-de-France dont les treuils sont mus par des moteurs électriques qu'un groupe électrogène de secours permet de faire fonctionner en cas de défaillance des machines.

## Histoire
Affecté à la ligne de New York, le Lafayette se voit régulièrement utilisé au service des prestigieuses croisières de la French Line, aux Bermudes, aux Antilles ou encore au Spitzberg, prenant ici le relais du Rochambeau.
En 1932, il transporte d'un côté à l'autre de l'Atlantique les athlètes français qui se rendent aux Jeux olympiques de Los Angeles. Les sportifs continuent de s'entraîner à bord tandis qu'un menu spécial leur est réservé.
Le 31 août 1936, alors qu'il navigue de nuit à 1,5 nœud au milieu d'une brume épaisse au large du Bic, faisant route vers Québec, il entre en collision avec le cargo anglais Ben Maple (1 278 tjb), à environ 25 milles marins du lieu du naufrage de l’Empress of Ireland dans l'estuaire du fleuve Saint-Laurent. Le Lafayette faisait entendre sa sirène depuis 2 h du matin. Resté muet, le Ben Maple se serait alors « jeté » sur le Lafayette vers 5 h, les deux navires se heurtant par l'avant. Sous l'effet du choc, la passerelle du cargo fut arrachée et le timonier, Jack Dickey coincé entre les deux navires, fut tué sur le coup. Le commandant du Lafayette, William Vogel, fit aussitôt mettre deux chaloupes à la mer dont une chaloupe automotrice. Les femmes furent évacuées les premières en chemise de nuit tandis que le commandant du cargo, J.R. Johnson, refusait de quitter son navire sans nouvelles de son timonier. La preuve fut finalement faite de son décès. Quelques minutes après le départ du commandant, c'est à peine si les occupants du Lafayette purent distinguer le Ben Maple s'enfoncer dans les flots. Du reste, la plupart des passagers ne se rendirent compte de rien, l'accident s'étant produit à une heure très matinale alors qu'ils avaient participé la veille à une soirée de gala. François-Paul de Martigny, médecin de Montréal qui revenait de France à bord du Lafayette, aida le médecin du bord à prodiguer les premiers soins aux blessés tandis que le paquebot reprenait une marche très réduite et arriva à Québec vers 23 h. Les avaries constatées à son bord étaient très limitées, la peinture avait été arrachée d'un côté de la proue et un trou de 50 cm de diamètre ouvert de l'autre, 3,60 m au-dessus de la ligne de flottaison.
Vers 21 h, le 4 mai 1938, alors que le Lafayette se trouve en cale sèche dans la forme de radoub du port du Havre, un incendie se déclare à bord lors de l'allumage d'une chaudière auxiliaire. Épaulés par ceux de la Compagnie générale transatlantique, les pompiers du bord luttent contre le sinistre mais doivent appeler les pompiers du Havre en renforts devant l'ampleur pris par le feu. Des appels d'air permettent aux flammes de se propager aux installations passagers où elles sont alimentées par les nombreuses boiseries et autres éléments de décor combustibles. Vers 23 h, une grande flamme apparaît près de la cheminée du navire. Désormais en danger, les sauveteurs doivent se résoudre à évacuer. Des explosions se produisent et très vite le bâtiment tout entier n'est plus qu'un immense brasier. Les bateaux-pompes entrent en action pour cantonner le feu au navire et éviter sa propagation tandis qu'il semble qu'aucun membre d'équipage ni ouvrier ne manque à l'appel. Le mât avant finit par s'écrouler avec fracas. Au petit matin, le feu s'est calmé mais une colonne de fumée s'élève toujours de l'épave. Les remorqueurs sont sur le qui vive alors que la forme est mise en eau à moitié de façon à refroidir la coque à l'intérieur de laquelle se trouvent encore 1 300 tonnes de mazout. Le paquebot Île-de-France qui se trouvait à quai s'est éloigné pour se mettre à l'abri. L'incendie ne sera circonscrit que le 6 mai dans l'après midi. Le 26, la coque roussie du Lafayette est remorquée à quai. L'inspection de l'épave révélera la présence des restes carbonisés d'un homme qui ne sera jamais identifié. Jugée irrécupérable, la carcasse quitte Le Havre en remorque le 10 juin 1938 pour Rotterdam, afin d'y être démantelée.

## Confort et décoration intérieure
Les installations de confort n'ont pas été oubliées. Une nouveauté remarquée est formée par le mode de chauffage des cabines qui permet à chaque passager de moduler la température à sa guise tandis que douches et lavabos munis d'eau chaude et froide sont en nombre plus important que sur les unités antérieures, la 3e classe n'étant pas oubliée.
Décoration et ameublement des parties communes ont été confiés au nantais René Prou (1889-1947), célèbre architecte décorateur que la compagnie avait déjà employé à la décoration du paquebot Paris en 1922 et qui avait réalisé la même année celle du Train bleu (Paris-Deauville) ainsi que celle des paquebots De Grasse et Île-de-France respectivement en 1924 et 1926. « Où tourner ses regards, devant cette décoration si luxueuse dans sa simplicité, ces tonalités claires, gracieuses, gaies, cette parfaite harmonie de la couleur et de la luminosité naturelle et artificielle, judicieusement conçues et distribuées de toutes parts ? » nous dit l'auteur du numéro de la revue de la Compagnie générale transatlantique consacrée au nouveau venu en 1930.
Une nouvelle fois, le style Art déco qui fait le succès des paquebots de la French Line est préféré à tout autre. L'espace est particulièrement recherché avec la multiplication des grandes hauteurs sous plafond, notamment dans le fumoir, le café-terrasse ou la salle à manger de 450 couverts, dont la nef centrale occupe plusieurs niveaux, qui n'est pas sans rappeler celle de l’Île-de-France et dont la descente annonce là encore, toutes proportions gardées celle de Normandie. Le grand salon est orné d'une coupole centrale en vieil or soutenue par huit colonnes de palissandre et diffuse la lumière dans la pièce ornée de panneaux de laque de Guy Arnoux narrant la vie du marquis de Lafayette qui donne son nom au navire. La cage de ferronnerie laquée de rouge vermillon de la grande descente encadre un ascenseur et s'orne d'une tapisserie signée Émile Gaudissard (1872-1956) représentant Mount Vernon, maison de campagne de Washington qui y accueillit deux fois son grand ami français tandis qu'un buste de ce dernier trône dans le fumoir, une salle de 28 m par 13…